# 女巫獵人
《女巫獵人》（英語：Hansel and Gretel: Witch Hunters）是一部2013年美國奇幻動作恐怖片，由湯米·維爾柯拉執導，傑瑞米·雷納、潔瑪·艾特頓、芳姬·詹森、費拉·維塔拉、湯瑪斯·曼恩主演，根據格林童話《糖果屋》改編。電影2013年1月11日在美國上映。

## 劇情
構思自家喻戶曉的格林童話「糖果屋」。在「糖果屋」故事發生後的15年，韓賽爾與葛蕾特這對兄妹成為了所向無敵的賞金獵人，專門消滅世界各地的女巫；他們從小便擁有不受女巫黑魔法控制的超能力。
位於德國邊陲的小鎮奧格斯堡上發生了女巫綁架多位小孩的事件，鎮長雇傭了韓賽爾與葛蕾特來幫小鎮消滅女巫，而專制的警長謝里夫·貝林格則認定一名少女米娜就是女巫，要將她燒死，這時韓賽爾與葛蕾特趕來阻止，根據惡女巫常有的特徵而判定米娜不是女巫。兄妹倆隨即進入森林成功抓住了一名女巫，將其處以火刑。次日他們再度聯同護林員傑克森逮住了角女巫，並將其帶回小鎮審訊，原來女巫正準備在即將到來的血月上利用小孩舉行儀式，以讓所有的女巫都不怕火燒。
當晚惡女巫領袖妙麗葉兒襲擊了奧斯格堡，引起大火，使女巫伺機抓走了第十二名小孩；妙麗葉兒來到監獄，擊昏了葛蕾特並殺死傑克森，韓賽爾則被紅髮女巫拋在森林內。次日貝林格將女巫入侵的責任全推給女巫獵人，還槍殺了鎮長。在森林中，米娜解救了被吊在樹上的韓賽爾，並治癒他的傷口；另一方面，被班所救的葛蕾特來到森林尋找哥哥，卻被埋伏於該處的貝林格及其手下伏擊，這時為為女巫服務的巨獸愛德華突然出現，殺死了意圖嫁禍葛蕾特為女巫的貝林格等人。
韓賽爾與葛蕾特在森林中一間廢棄的小屋內重聚，並發現該小屋就是他們以往的老家。這時妙麗葉兒出現在他們面前，告訴了兄妹倆真相：原來兄妹倆的母親是一名法術高強的白女巫阿德里安娜，她嫁給了一位農民，在當年血月上，妙麗葉兒打算用白女巫的心臟來製作魔藥，她發現阿德里安娜的心太強大了，於是決定用其女兒葛蕾特的心替代；妙麗葉兒便向鎮民透露阿德里安娜是女巫，使得憤怒的鎮民將阿德里安娜處以火刑，還吊死了韓賽爾與葛蕾特的父親；當時韓賽爾與葛蕾特是因為被父母送進森林中才逃過一劫。講完後妙麗葉兒便抓走了葛蕾特，並將韓賽爾刺傷。
米娜再度出現治癒了韓賽爾，韓賽爾發現她也是一名白女巫。兩人回到小鎮，與班一起在武器上施加魔法，一同前往森林解救葛蕾特。在一處懸崖邊的高地上，來自世界各地的女巫正齊聚一堂，等待血月的來臨舉行儀式。這時米娜在高處用機槍掃射女巫，而韓賽爾則與眾女巫搏鬥，救出十二名小孩。愛德華不顧妙麗葉兒的命令，將被綁住的葛蕾特救下，但他隨即被妙麗葉兒以魔杖拋下懸崖。但葛蕾特隨後用電擊法救活了昏迷的愛德華。而其他人則在擊敗所有女巫後，繼續追擊逃跑的妙麗葉兒。於糖果屋前，米娜被妙麗葉兒殺害，韓賽爾與葛蕾特與她在屋中和進行殊死搏鬥，最後用鏟子將其斬首。
韓賽爾與葛蕾特在班與愛德華的陪同下，繼續著消滅女巫的任務。

## 角色
| 演員                                             | 角色          | 說明                                                   |
| ------------------------------------------------ | ------------- | ------------------------------------------------------ |
| 傑瑞米·雷納&塞德里克·艾希（年幼時）              | 韓賽爾        | 葛蕾特的哥哥，和妹妹搭檔作為女巫獵人。                 |
| 潔瑪·艾特頓&艾蕾亞·索菲亞·波特歐迪墨斯（年幼時） | 葛蕾特        | 韓賽爾的妹妹，和哥哥搭檔作為女巫獵人。                 |
| 芳姬·詹森                                        | 妙麗葉兒      | 惡女巫的領袖。                                         |
| 費拉·維塔拉                                      | 米娜          | 白女巫，韓賽爾的情人。                                 |
| 彼得·史托莫                                      | 謝里夫·貝林格 | 殘暴自私的警長，處處和女巫獵人作對。                   |
| 湯瑪斯·曼恩                                      | 班            | 小鎮的少年，非常崇拜女巫獵人的事蹟。                   |
| 德瑞克·米爾斯                                    | 愛德華        | 為女巫服務的巨獸。                                     |
| 萊納·波克                                        | 奧格斯堡鎮長  | 雇請女巫獵人來幫小鎮對付女巫，後被想奪位的貝林格殺害。 |
| Bjørn Sundquist                                  | 傑克森        | 鎮長的手下，後被妙麗葉兒殺害。                         |
| 莫妮卡·甘德頓                                    | 糖果屋的女巫  |                                                        |
| 英格利·波爾索·貝達爾                             | 有角的女巫    | 妙麗葉兒兩名手下之一。                                 |
| 喬安娜·庫利格                                    | 紅髮女巫      | 妙麗葉兒兩名手下之一。                                 |
| 佐伊·貝爾                                        | 女巫之一      |                                                        |

## 票房
美国首周末以以1900万美元的成绩夺冠。
| 上一届： 《母侵》     | 2013年美國週末票房冠軍 第4周 | 下一届： 《殭屍哪有這麼帥》 |
| 上一届： 《一代宗師》 | 2013年台北週末票房冠軍 第4周 | 下一届： 《大尾鱸鰻》       |

## 續集／電視劇
2014年6月，據透露，該續集將於2016年發布。2015年8月7日，據報導，續集導演改為Bruno Aveillan並作為他的導演處女作，而原本導演維爾柯拉則將擔任編劇。
2015年10月14日，據報導，相較於電影的續集，改編電視劇正在計畫中。

## 外部連結
- 官方网站
- 女巫獵人的Facebook專頁
- 互联网电影数据库（IMDb）上《女巫獵人》的资料（英文）
- 爛番茄上《女巫獵人》的資料（英文）
- Box Office Mojo上《女巫獵人》的資料（英文）
- Metacritic上《女巫獵人》的資料（英文）